# Spomenik parkovne arhitekture
Spomenik parkovne arhitekture (spomenik vrtne arhitekture, hortikulturni spomenik), umjetno oblikovani prostor (perivoj, botanički vrt, arboretum, gradski park, drvored, skupina i pojedinačno stablo, kao i drugi oblici vrtnog i parkovnog oblikovanja) koji ima veću estetsku, stilsku, umjetničku, kulturno-povijesnu ili znanstvenu vrijednost. Na spomeniku parkovne arhitekture i u njegovoj neposrednoj blizini nisu dopušteni zahvati kojima bi se promijenile ili narušile njegove neizmijenjene vrijednosti.
Spomenik parkovne arhitekture proglašava županijska skupština ili Gradska skupština Grada Zagreba uz prethodno pribavljenu suglasnost Ministarstva.

## Povijesni razvoj
Iako parkovna arhitektura ima višestoljetnu tradiciju, početak sustavne zaštite ostvaruje se tek u 20. stoljeću. Zaštita hortikulturnih objekata u Hrvatskoj započela je početkom 1960-ih godina kada je usvojen Zakon o zaštiti prirode i regulirano pitanje spomenika parkovne arhitekture. Prvi hortikulturni spomenik u Hrvatskoj bio je arboretum Trsteno kraj Dubrovnika.

## Spomenici parkovne arhitekture u Hrvatskoj
Spomenik parkovne arhitekture je jedna od devet vrsta zaštićenih područja u Hrvatskoj. Namjena mu je očuvanje umjetno oblikovanog prostora odnosno stabla koji ima estetsku, stilsku, umjetničku, kulturno-povijesnu, ekološku ili znanstvenu vrijednost. Razina upravljanja je županijska. Proglašava ga predstavničko tijelo nadležne jedinice područne (regionalne) samouprave.
Spomenik parkovne arhitekture je umjetno oblikovani prostor (perivoj, botanički vrt, arboretum, gradski park) koji ima estetsku, stilsku, umjetničku, kulturno-povijesnu i odgojno-obrazovnu vrijednost. Na spomeniku parkovne arhitekture dopušteni su zahvati i djelatnosti kojima se ne narušavaju vrijednosti zbog kojih je zaštićen.
U Republici Hrvatskoj zaštićeno je 120 spomenika parkovne arhitekture. 
Među njima su:
- arboretum Lisičine
- arboretum Opeka
- arboretum Trsteno
- Lipički perivoj
- Mornarički park u Puli
- park Maksimir
- vrt Foretić u Korčuli

## Više informacija
- parkovna arhitektura